# Izdebnik (Klein-Polen)
Izdebnik is een dorp in de Poolse woiwodschap Klein-Polen. De plaats maakt deel uit van de gemeente Lanckorona en telt ok 2000 inwoners.